# Fotbal na Letních olympijských hrách 2024 – turnaj žen
Fotbalový turnaj žen na Letních olympijských hrách 2024 se uskuteční od 25. července do 10. srpna 2024. Bude osmým ženským fotbalovým turnajem na olympijských hrách. Finále se bude konat na stadionu Parc des Princes v Paříži. Pro turnaj žen nejsou žádná věková omezení hráček.

## Medailistky
| Zlato   | USA      |
| Stříbro | Brazílie |
| Bronz   | Německo  |

## Stadiony
| Město            | Stadion                   | Kapacita |
| ---------------- | ------------------------- | -------- |
| Marseille        | Stade Vélodrome           | 67 394   |
| Décines-Charpieu | Parc Olympique Lyonnais   | 59 186   |
| Paříž            | Parc des Princes          | 47 929   |
| Bordeaux         | Nouveau stade de Bordeaux | 42 115   |
| Saint-Étienne    | Stade Geoffroy-Guichard   | 41 965   |
| Nice             | Allianz Riviera           | 36 178   |
| Nantes           | Stade de la Beaujoire     | 35 322   |

## Základní skupiny

### Skupina A
Všechny časy jsou místní (UTC+2).
| Tým         | Z | V | R | P | VG | IG | +/- | B | Výsledek    |
| ----------- | - | - | - | - | -- | -- | --- | - | ----------- |
| Francie     | 3 | 2 | 0 | 1 | 6  | 5  | +1  | 6 | Čtvrtfinále |
| Kanada      | 3 | 3 | 0 | 0 | 5  | 2  | +3  | 3 | Čtvrtfinále |
| Kolumbie    | 3 | 1 | 0 | 2 | 4  | 4  | 0   | 3 | Čtvrtfinále |
| Nový Zéland | 3 | 0 | 0 | 3 | 2  | 6  | -4  | 0 |             |

Dne 27. července 2024 byla Kanada potrestána odečtem 6 bodů za špehování pomocí dronů na oficiálním tréninkovém místě. Rozhodnutí potvrdila Mezinárodní sportovní arbitráž dne 31. července.
| 25. července 2024 17:00 |        |             |                                                                              |
| Kanada                  | 2 : 1  | Nový Zéland | Stade Geoffroy-Guichard, Saint-Étienne diváci: 2 674 rozhodčí: Tess Olofsson |
| Lacasse 45+4' Viens 79' | Report | Barry 13'   | Stade Geoffroy-Guichard, Saint-Étienne diváci: 2 674 rozhodčí: Tess Olofsson |

| 25. července 2024 21:00 |        |                          |                                                                               |
| Francie                 | 3 : 2  | Kolumbie                 | Parc Olympique Lyonnais, Décines-Charpieu diváci: 29 208 rozhodčí: Tori Penso |
| Katoto 6, 42' Dali 18'  | Report | Usme 54' (pen.) Paví 64' | Parc Olympique Lyonnais, Décines-Charpieu diváci: 29 208 rozhodčí: Tori Penso |

| 28. července 2024 17:00 |        |                         |                                                                                |
| Nový Zéland             | 0 : 2  | Kolumbie                | Parc Olympique Lyonnais, Décines-Charpieu diváci: 5 212 rozhodčí: Kim Yu-jeong |
|                         | Report | Restrepo 27' Santos 72' | Parc Olympique Lyonnais, Décines-Charpieu diváci: 5 212 rozhodčí: Kim Yu-jeong |

| 28. července 2024 21:00 |        |                           |                                                                                  |
| Francie                 | 1 : 2  | Kanada                    | Stade Geoffroy-Guichard, Saint-Étienne diváci: 17 550 rozhodčí: Bouchra Karboubi |
| Katoto 42'              | Report | Fleming 58' Gilles 90+12' | Stade Geoffroy-Guichard, Saint-Étienne diváci: 17 550 rozhodčí: Bouchra Karboubi |

| 31. července 2024 21:00 |        |                |                                                                                        |
| Nový Zéland             | 1 : 2  | Francie        | Parc Olympique Lyonnais, Décines-Charpieu diváci: 21 946 rozhodčí: Edina Alves Batista |
| Taylor 43'              | Report | Katoto 22, 49' | Parc Olympique Lyonnais, Décines-Charpieu diváci: 21 946 rozhodčí: Edina Alves Batista |

| 31. července 2024 21:00 |        |            |                                                             |
| Kolumbie                | 0 : 1  | Kanada     | Allianz Riviera, Nice diváci: 5 388 rozhodčí: Rebecca Welch |
|                         | Report | Gilles 61' | Allianz Riviera, Nice diváci: 5 388 rozhodčí: Rebecca Welch |

### Skupina B
Všechny časy jsou místní (UTC+2).
| Tým       | Z | V | R | P | VG | IG | +/- | B | Výsledek    |
| --------- | - | - | - | - | -- | -- | --- | - | ----------- |
| USA       | 3 | 3 | 0 | 0 | 9  | 2  | +7  | 9 | Čtvrtfinále |
| Německo   | 3 | 2 | 0 | 1 | 8  | 5  | +3  | 6 | Čtvrtfinále |
| Austrálie | 3 | 1 | 0 | 2 | 7  | 10 | -3  | 3 |             |
| Zambie    | 3 | 0 | 0 | 3 | 6  | 13 | -7  | 0 |             |

| 25. července 2024 19:00             |        |           |                                                                 |
| Německo                             | 3 : 0  | Austrálie | Stade Vélodrome, Marseille diváci: 9 731 rozhodčí: Katia García |
| Hegering 24' Schüller 64' Brand 68' | Report |           | Stade Vélodrome, Marseille diváci: 9 731 rozhodčí: Katia García |

| 25. července 2024 21:00    |        |        |                                                            |
| USA                        | 3 : 0  | Zambie | Allianz Riviera, Nice diváci: 5 550 rozhodčí: Ramon Abatti |
| Rodman 17' Swanson 24, 25' | Report |        | Allianz Riviera, Nice diváci: 5 550 rozhodčí: Ramon Abatti |

| 28. července 2024 19:00                                               |        |                                          |                                                               |
| Austrálie                                                             | 6 : 5  | Zambie                                   | Allianz Riviera, Nice diváci: 4 441 rozhodčí: Emikar Calderas |
| Kennedy 7' Raso 35' Musole 58' (vl.) Catley 65, 78' (pen.) Heyman 90' | Report | Banda 1, 33, 45+2' Kundananjiová 21, 56' | Allianz Riviera, Nice diváci: 4 441 rozhodčí: Emikar Calderas |

| 28. července 2024 21:00                   |        |              |                                                                 |
| USA                                       | 4 : 1  | Německo      | Stade Vélodrome, Marseille diváci: 12 845 rozhodčí: Yael Falcón |
| Smith 11, 44' Swanson 26' Williamsová 89' | Report | Gwinnová 22' | Stade Vélodrome, Marseille diváci: 12 845 rozhodčí: Yael Falcón |

| 31. července 2024 19:00 |        |                       |                                                                       |
| Austrálie               | 1 : 2  | USA                   | Stade Vélodrome, Marseille diváci: 13 036 rozhodčí: François Letexier |
| Kennedy 90+2'           | Report | Rodman 43' Albert 77' | Stade Vélodrome, Marseille diváci: 13 036 rozhodčí: François Letexier |

| 31. července 2024 19:00 |        |                                      |                                                                                  |
| Zambie                  | 1 : 4  | Německo                              | Stade Geoffroy-Guichard, Saint-Étienne diváci: 2 642 rozhodčí: Yoshimi Yamashita |
| B. Banda 49'            | Report | Schüller 10, 61' Bühl 47' Senß 90+5' | Stade Geoffroy-Guichard, Saint-Étienne diváci: 2 642 rozhodčí: Yoshimi Yamashita |

### Skupina C
Všechny časy jsou místní (UTC+2).
| Tým       | Z | V | R | P | VG | IG | +/- | B | Výsledek    |
| --------- | - | - | - | - | -- | -- | --- | - | ----------- |
| Španělsko | 3 | 3 | 0 | 0 | 5  | 1  | +4  | 9 | Čtvrtfinále |
| Japonsko  | 3 | 2 | 0 | 1 | 6  | 4  | +2  | 6 | Čtvrtfinále |
| Brazílie  | 3 | 1 | 0 | 2 | 2  | 4  | -2  | 3 | Čtvrtfinále |
| Nigérie   | 3 | 0 | 0 | 3 | 1  | 5  | -4  | 0 |             |

| 25. července 2024 17:00      |        |            |                                                                         |
| Španělsko                    | 2 : 1  | Japonsko   | Stade de la Beaujoire, Nantes diváci: 10 377 rozhodčí: Bouchra Karboubi |
| Bonmatíová 22' Caldentey 74' | Report | Fujino 13' | Stade de la Beaujoire, Nantes diváci: 10 377 rozhodčí: Bouchra Karboubi |

| 25. července 2024 19:00 |        |                |                                                                          |
| Nigérie                 | 0 : 1  | Brazílie       | Nouveau stade de Bordeaux, Bordeaux diváci: 6 244 rozhodčí: Kim Yu-jeong |
|                         | Report | Gabi Nunes 37' | Nouveau stade de Bordeaux, Bordeaux diváci: 6 244 rozhodčí: Kim Yu-jeong |

| 28. července 2024 17:00 |        |                                     |                                                                |
| Brazílie                | 1 : 2  | Japonsko                            | Parc des Princes, Paříž diváci: 40 918 rozhodčí: Rebecca Welch |
| Jheniffer 56'           | Report | Kumagai 90+2' (pen.) Tanikawa 90+6' | Parc des Princes, Paříž diváci: 40 918 rozhodčí: Rebecca Welch |

| 28. července 2024 19:00 |        |         |                                                                   |
| Španělsko               | 1 : 0  | Nigérie | Stade de la Beaujoire, Nantes diváci: 11 079 rozhodčí: Tori Penso |
| Putellas 85'            | Report |         | Stade de la Beaujoire, Nantes diváci: 11 079 rozhodčí: Tori Penso |

| 31. července 2024 17:00 |        |                                  |                                                                          |
| Brazílie                | 0 : 2  | Španělsko                        | Nouveau stade de Bordeaux, Bordeaux diváci: 14 497 rozhodčí: Espen Eskås |
|                         | Report | del Castillo 68' Putellas 90+17' | Nouveau stade de Bordeaux, Bordeaux diváci: 14 497 rozhodčí: Espen Eskås |

| 31. července 2024 17:00                 |        |              |                                                                       |
| Japonsko                                | 3 : 1  | Nigérie      | Stade de la Beaujoire, Nantes diváci: 6 480 rozhodčí: Emikar Calderas |
| Hamano 22' Tanakaová 32' Kitagawa 45+5' | Report | Echegini 42' | Stade de la Beaujoire, Nantes diváci: 6 480 rozhodčí: Emikar Calderas |

## Vyřazovací fáze
Všechny časy jsou místní (UTC+2).

### Pavouk
|  | Čtvrtfinále                      | Čtvrtfinále                      |                           |         | Semifinále  | Semifinále  |  |  | Finále                           | Finále |
|  |                                  |                                  |                           |         |             |             |  |  |                                  |        |
|  | 3. srpna 2024 – Nantes           |                                  |                           |         |             |             |  |  |                                  |        |
|  |                                  |                                  |                           |         |             |             |  |  |                                  |        |
|  | Francie                          | 0                                |                           |         |             |             |  |  |                                  |        |
|  | Francie                          | 0                                | 6. srpna 2024 – Marseille |         |             |             |  |  |                                  |        |
|  | Brazílie                         | 1                                |                           |         |             |             |  |  |                                  |        |
|  | Brazílie                         | 1                                | Brazílie                  | 4       |             |             |  |  |                                  |        |
|  | 3. srpna 2024 – Décines-Charpieu |                                  | Brazílie                  | 4       |             |             |  |  |                                  |        |
|  |                                  | Španělsko                        | 2                         |         |             |             |  |  |                                  |        |
|  | Španělsko (p)                    | Španělsko                        | 2                         | 2 (4)   |             |             |  |  |                                  |        |
|  | Španělsko (p)                    |                                  | 10. srpna 2024 – Paříž    | 2 (4)   |             |             |  |  |                                  |        |
|  | Kolumbie                         | 2 (2)                            |                           |         |             |             |  |  |                                  |        |
|  | Kolumbie                         | 2 (2)                            | Brazílie                  | 0       |             |             |  |  |                                  |        |
|  | 3. srpna 2024 – Paříž            |                                  | Brazílie                  | 0       |             |             |  |  |                                  |        |
|  |                                  | USA                              | 1                         |         |             |             |  |  |                                  |        |
|  | USA (prodl.)                     | USA                              | 1                         | 1       |             |             |  |  |                                  |        |
|  | USA (prodl.)                     | 6. srpna 2024 – Décines-Charpieu |                           | 1       |             |             |  |  |                                  |        |
|  | Japonsko                         | 0                                |                           |         |             |             |  |  |                                  |        |
|  | Japonsko                         | 0                                | USA (prodl.)              | 1       | Třetí místo | Třetí místo |  |  |                                  |        |
|  | 3. srpna 2024 – Marseille        |                                  | USA (prodl.)              | 1       | Třetí místo | Třetí místo |  |  |                                  |        |
|  |                                  | Německo                          | 0                         |         |             |             |  |  |                                  |        |
|  | Kanada                           | Německo                          | 0                         | 0 (2)   | Španělsko   | 0           |  |  |                                  |        |
|  | Kanada                           |                                  |                           | 0 (2)   | Španělsko   | 0           |  |  |                                  |        |
|  | Německo (p)                      | 0 (4)                            |                           | Německo | 1           |             |  |  |                                  |        |
|  | Německo (p)                      | 0 (4)                            |                           |         | 1           |             |  |  |                                  |        |
|  |                                  |                                  |                           |         |             |             |  |  | 9. srpna 2024 – Décines-Charpieu |        |
|  |                                  |                                  |                           |         |             |             |  |  |                                  |        |

### Čtvrtfinále
| 3. srpna 2024 15:00 |        |          |                                                 |
| USA                 | 1:0    | Japonsko | Parc des Princes, Paříž rozhodčí: Tess Olofsson |
|                     | Report |          | Parc des Princes, Paříž rozhodčí: Tess Olofsson |

| 3. srpna 2024 17:00 |             |          |                                                                  |
| Španělsko           | 2:2 (4:2 p) | Kolumbie | Parc Olympique Lyonnais, Décines-Charpieu rozhodčí: Katia García |
|                     | Report      |          | Parc Olympique Lyonnais, Décines-Charpieu rozhodčí: Katia García |

| 3. srpna 2024 19:00 |           |         |                                                          |
| Kanada              | 0:0 (2:4) | Německo | Stade Vélodrome, Marseille rozhodčí: Edina Alves Batista |
|                     | Report    |         | Stade Vélodrome, Marseille rozhodčí: Edina Alves Batista |

| 3. srpna 2024 21:00 |        |          |                                                    |
| Francie             | 0:1    | Brazílie | Stade de la Beaujoire, Nantes rozhodčí: Tori Penso |
|                     | Report |          | Stade de la Beaujoire, Nantes rozhodčí: Tori Penso |

### Semifinále
| 6. srpna 2024 18:00 |        |           |                                           |
| Brazílie            | 4:2    | Španělsko | Parc Olympique Lyonnais, Décines-Charpieu |
|                     | Report |           | Parc Olympique Lyonnais, Décines-Charpieu |

| 6. srpna 2024 21:00 |          |         |                            |
| USA                 | 1:0 (pp) | Německo | Stade Vélodrome, Marseille |
|                     | Report   |         | Stade Vélodrome, Marseille |

### O 3. místo
| 9. srpna 2024 15:00 |        |         |                                           |
| Španělsko           | 0:1    | Německo | Parc Olympique Lyonnais, Décines-Charpieu |
|                     | Report |         | Parc Olympique Lyonnais, Décines-Charpieu |

### Finále
| 10. srpna 2024 17:00 |        |     |                         |
| Brazílie             | 0:1    | USA | Parc des Princes, Paříž |
|                      | Report |     | Parc des Princes, Paříž |